# Stanci (miasto Kruševac)
Stanci (cyr. Станци) – wieś w Serbii, w okręgu rasińskim, w mieście Kruševac. W 2011 roku liczyła 347 mieszkańców.